# Horisme radicaria
Horisme radicaria là một loài bướm đêm trong họ Geometridae.